# Cantonul Scaër
Cantonul Scaër este un canton din arondismentul Quimper, departamentul Finistère, regiunea Bretania, Franța.

## Comune
- Querrien
- Saint-Thurien
- Scaër (reședință)